# アッパーアイオワ大学
アッパーアイオワ大学（英語: Upper Iowa University）は、アメリカ合衆国アイオワ州ファイエットに所在する小規模私立大学。リベラルアーツ教育を基盤とし、国際的な視野に立った幅広い専門分野の教育が行われている。香港、シンガポール、マレーシア、カナダに国際センターがあり、オンライン教育制度を積極的に展開しているため、幅広いタイプの学生たちが様々な形態で学んでいる。

## 歴史

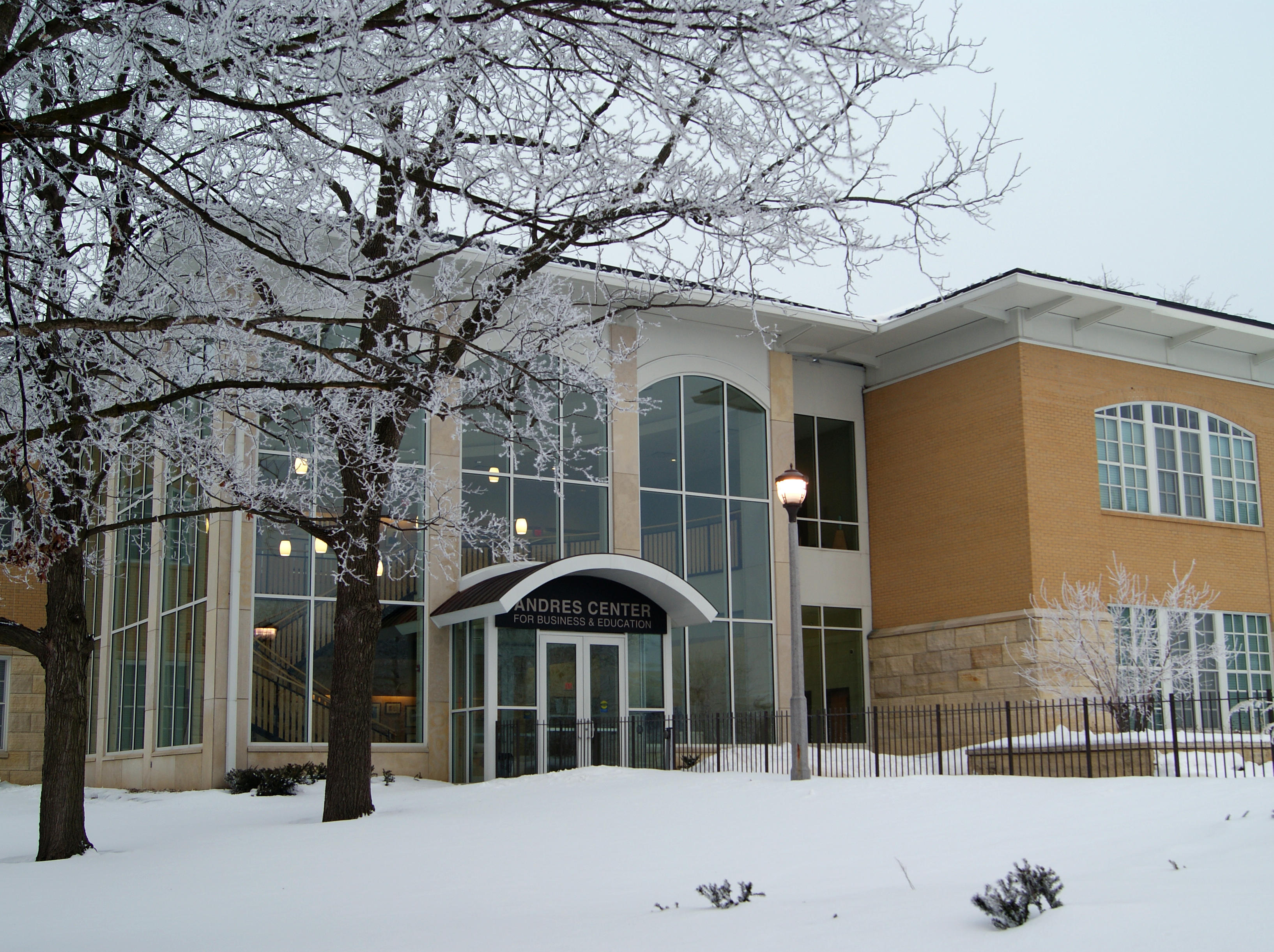
2004年に建てられたアンドレス・センター

1857年に創立。1861年には男子生徒と教職員が南北戦争に参加することを要請され、生徒の兵士たちが17の戦場に参加した。1917年には、男子生徒が第一次世界大戦に参加し、女子生徒はアメリカ赤十字社のクラスを学校で開講した。その際、学校の体育館が兵舎となり、運動場は軍事教練の舞台となった。1920年には、アイオワ州北東部の教育拡充の組織的なプログラムにより、アッパーアイオワはその分野の草分けと呼ばれるようになった。第二次世界大戦に参加した生徒はGI法の利点を享受し教育課程を終えることが出来たため、1947年から1950年にかけて多くの生徒がアッパーアイオワに入学した。同じく、ベトナム戦争の後にも生徒数は増加した。
1972年、アッパーアイオワはその学位プログラムを拡充し、自主研究やオンラインプログラムを持つようになった。1984年から現在にかけて、アッパーアイオワは全米にその教育の場所を広げている。1995年には大学院課程を持つことをNorth Centralに認められ、1999年に香港、シンガポール、マレーシア、カナダのバンクーバーで国際教育プログラムを始めた。
1994年から2003年の間に、ファイエットのキャンパスは大幅な改修が行われ、新たな寮や施設が建設された。2004年、ビジネスの授業の為のアンドレス・センターが建設され、Alan G. Walkerがアッパーアイオワの20代目の学長の座についた。2009年の夏に7500万ドルをかけた過去最大のファイエット・キャンパスの設備改良が始まり、様々な施設を複合したスチューデントセンターや、スイートスタイルの２つの学生寮、リベラルアーツの建物が新たに建てられた。

## キャンパス

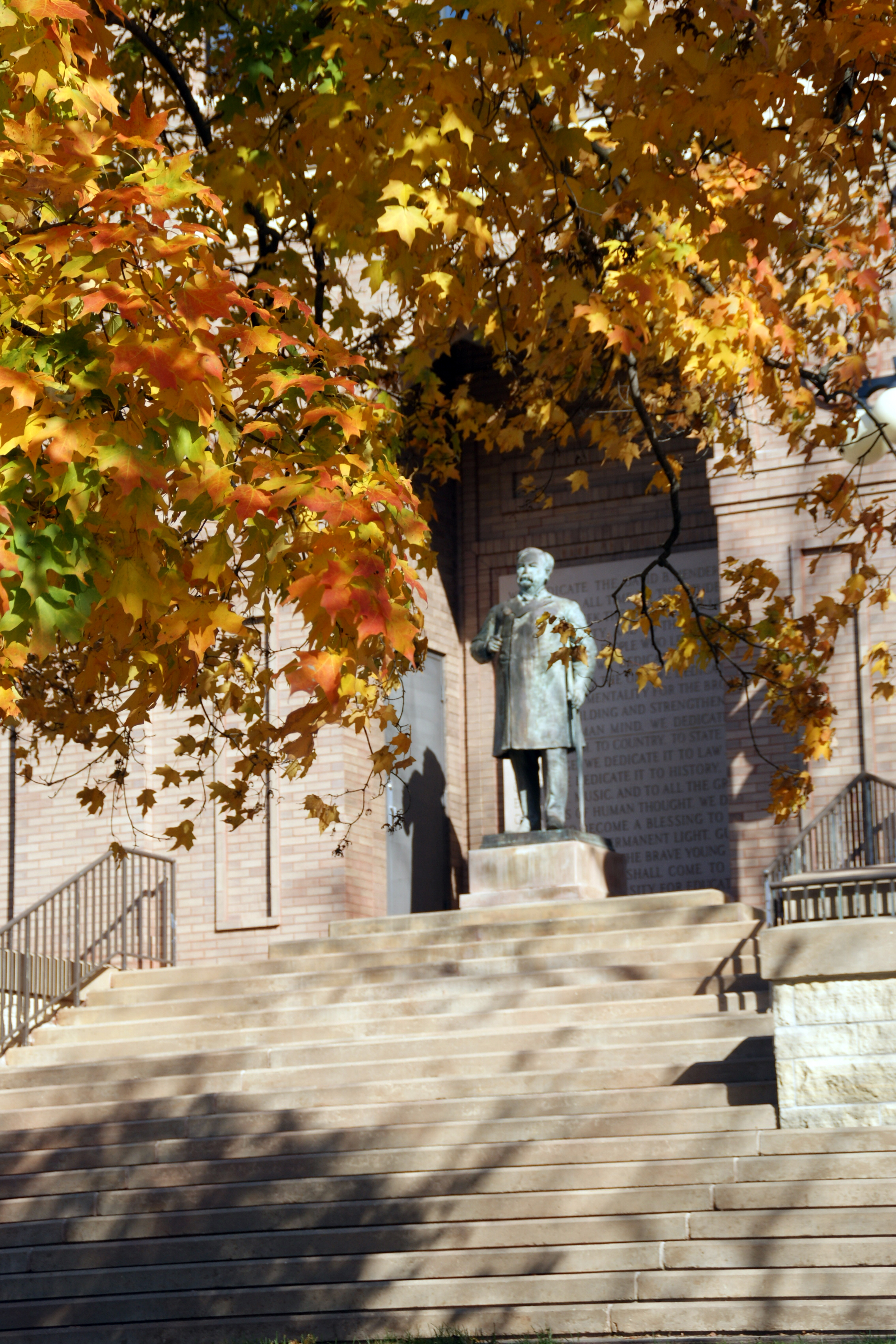
図書館前にあるデイビッド・B・ヘンダーソンの彫像

ファイエット・キャンパスは、アメリカ合衆国アイオワ州ファイエットにある100エーカー (0.40 km2)の伝統あるキャンパスである。ファイエット・キャンパスのあるファイエット郡は、アメリカ中西部で26番目に住みやすい場所としてランクされた。14人の生徒に対して1人の割合で教職員がおり、40以上の登録されたクラブや組織がある。
ファイエット・キャンパスは基本的に学部生に向けたキャンパスであるが、大学院課程も開講している。学部生は40種類の学部から選ぶことが可能である。また、ファイエット・キャンパスは無料のインターネットアクセスを提供しており、無料の18ホールのゴルフコースやフィットネスセンターを所有し、様々な無料イベントも開催している。
Intensive English Program (IEP)として留学生向けの英語教育プログラムを用意しており、IEPを卒業した生徒はTOEFLのスコアを提示する事なくそのまま大学に入学する権利が得られる。IEPは初級、中級、上級の3つのレベルに分かれており、それぞれ別のクラスで勉強する。IEP入学時にクラス分けが行われ、上級クラスに入ると最短で１学期（16週間）でIEPを卒業することが可能。（2014年現在）

## スポーツチーム
野球（男子のみ）
バスケットボール（男女）
クロスカントリー（女子）
アメリカンフットボール（男子）
ゴルフ（男女）
サッカー（男女）
ソフトボール（女子）
スピリット・スクワッド（男女）
テニス（女子）
バレーボール（女子）
レスリング（男子）

## 著名な出身者
- ジョン・モット - キリスト教青年会の指導者、1946年ノーベル平和賞受賞
- ジョージ・アーサー・マシューズ - 弁護士、政治家
- ウィリアム・オルブライト - セム語学者、聖書考古学者